# دوران الأرض
دوران الأرض هو حركة دوران الكرة الأرضية المجسمة حول محورها، حيث تدور الأرض باتجاه الشرق. وعندما ينظر إليها من جهة القطب الشمالي فإن الأرض تدور بعكس دوران عقارب الساعة (وستبدو عكس ذلك في حال نظر إليها من جهة القطب الجنوبي).
القطب الشمالي، يعرف أيضاً بالقطب الشمالي الجغرافي أو القطب الشمالي الأرضي، هو النقطة في نصف الكرة الشمالي حيث يلتقي محور دوران الأرض مع سطح الأرض.
و هذه النقطة مختلفة ومستقلة عن نقطة الشمال المغناطيسي للأرض. اما القطب الجنوبي فهو النقطة في نصف الكرة الجنوبي التي يلتقي فيها محور دوران الأرض مع السطح، وهي موجوده في القارة المتجمدة «انتاركتيكا».
تدور الأرض حول نفسها مرة كل 24 ساعة تقريباً من منظور شمسي، وتدور مرة كل 23 ساعه و56 دقيقة و4 ثواني من منظور نجمي.
دوران الأرض حول نفسها يتباطأ بمرور الوقت، علماً بأن اليوم في الماضي كان أقصر مما هو عليه الآن، وذلك بسبب تأثيرات المد والجزر التي يسببها القمر على دوران الأرض.
الساعات الذرية توضح ان اليوم الحديث أطول بـ 0.0017 جزء من الثانية مما كان عليه قبل قرن من الزمان، وان المعدل يتزايد ببطء مما جعل النظام العالمي للتوقيت الموجه UTC يستخدم الثانية القافزة "leap seconds" لتعديل هذا الفارق.

## المدة الزمنية لدوران الأرض
إن الميل المحوري للأرض (أو الانحراف) علاقة بمحور الدوران ومستوى المدار كما يلاحظ عندما ينظر إليه من الشمس خلال فترة الاعتدال الربيعي في شهر مارس

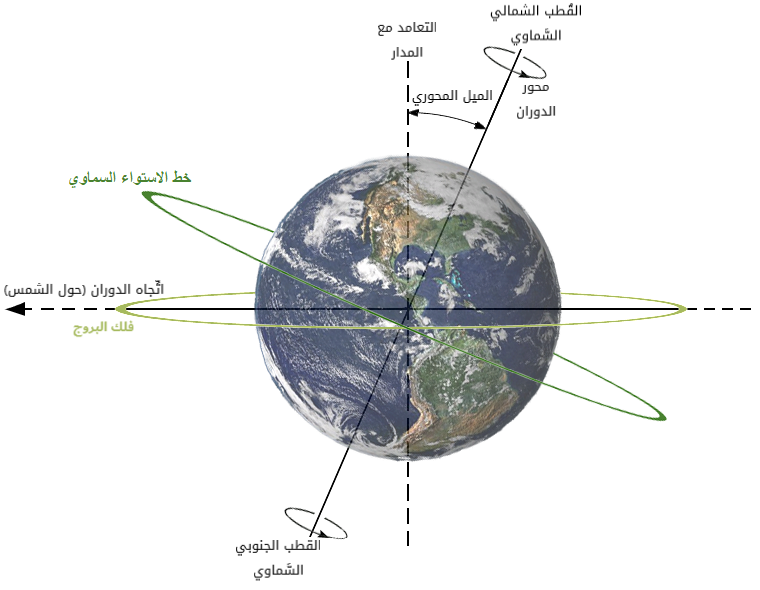
الميل المحوري للأرض وعلاقته بمحور الدوران ومستوى المدار.

تُقَدّر مدة دوران الأرض حول محورها بالنسبة للشمس – أي اليوم الشمسي المتوسط - بحوالي 86,400 ثانية من الوقت الشمسي المتوسط. جدير بالذكر أن كل ثانية من هذه الثواني تعتبر أطول من مدة الثانية الموجودة في النظام الدولي للوحدات بقليل؛ لأن اليوم الشمسي أصبح الآن أطول بقليل من اليوم الشمسي خلال القرن التاسع عشر، وذلك بسبب تسارع حركة المد والجزر.
إن فترة دوران الأرض حول محورها وفقًا للنجوم الثابتة، والتي أطلقت عليها هيئة اسم اليوم النجمي المتوسط. تُقدر بحوالي 86164.098903691 ثانية من التوقيت الشمسي المتوسط (UT1) أو (23س 56د 4.09053083288ث). أما بالنسبة لفترة دوران الأرض حول نفسها وفقًا للاعتدال الربيعي المتوسط والمتقدم، والتي يسميها البعض خطأً «اليوم النجمي» أو «الفلكي»، فإنها تقدر بحوالي 86164.09053083288 ثانية من الوقت الشمسي المتوسط (23س 56د 4.09053083288ث). وبذلك فإن اليوم الفلكي أقصر من اليوم النجمي بحوالي 8.4 جزء من الثانية. هذا ويمكن تحديد طول اليوم الشمسي المتوسط عن الفترات الممتدة بين أعوام 1623-2005 و1962-2005. عن طريق اللجوء إلى «مراجع هيئة قياس دوران الأرض العالمية».
وبصرف النظر عن الشهب التي تدخل نطاق الغلاف الجوي والأقمار التابعة التي تدور في مدارات منخفضة، فإن الحركات الرئيسية الظاهرة للأجرام السماوية الموجودة في سماء كوكب الأرض تحدث ناحية الغرب بمعدل 5°/س = 15'/د. جدير بالذكر أن هذه النسبة تعادل القطر الحقيقي للشمس أو القمر والذي يتم حسابه كل دقيقتين؛ حيث أن الحجم الظاهر للشمس والقمر يكون متساويًا تقريبًا.